# Zwirn

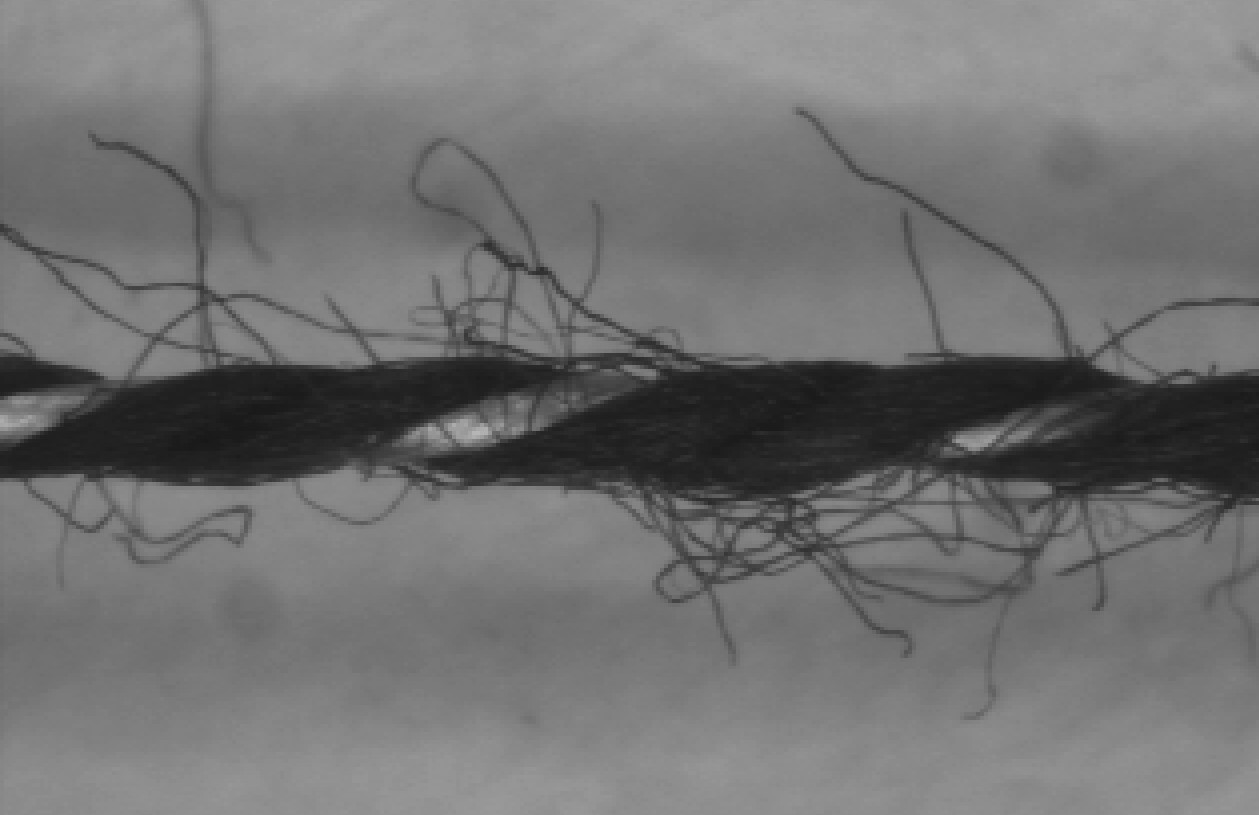
Zwirn aus zwei schwarzen Garnen und einem weißen Garn

Ein Zwirn (von mittelhochdeutsch zwirn: zweidrähtiger Faden, Zwirn, Zwirnfaden, Doppelfaden) ist ein Sammelbegriff für alle linienförmigen textilen Gebilde, die durch Zusammendrehen (Zwirnen) von mindestens zwei Garnen hergestellt sind. Entsprechend der DIN 60900 wird der Aufbau von Zwirnen nach folgendem Schema beschrieben:
- einstufiger Zwirn, der in einem Zwirnvorgang aus mindestens zwei einfachen Garnen hergestellt wird, wobei weiter in zweifachen Zwirn und mehrfachen Zwirn unterschieden wird.
- mehrstufiger Zwirn, der in wenigsten zwei Zwirnvorgängen aus ein- und/oder mehrstufigen Zwirnen hergestellt ist, wobei auch einfache Garne mitverwendet werden können; dabei unterteilt man weiter in Vorzwirn und Auszwirn (endgültiger, mehrstufiger Zwirn aus Vorzwirnen).

Ein Zwirn hat eine wesentlich höhere  Reißfestigkeit als die nicht verzwirnten Einfach-Garne zusammen.

## Herstellung
Zwei oder mehrere Einzelfäden oder mehrere Zwirne werden zusammengedreht.

### Zwirnarten
(Quelle: )

#### Popelinezwirn (normaler Zwirn)
Der Popelinezwirn besteht aus zwei zusammengedrehten Einfachgarnen. Die Anzahl Spinn- und Zwirndrehungen können variieren und beeinflussen die Eigenschaften des Zwirns. Um den sogenannten Schräglauf oder Schrägverzug (Drall) des Garnes bei der Verarbeitung zu verhindern, müssen Spinn- und Zwirntouren in einem ausgewogenen Verhältnis stehen.

#### Nähzwirn
Der Nähfaden kann aus zwei, meist aber drei zusammengedrehten Einfachgarnen bestehen. Es sind jedoch auch Umwindegarne, geflochtene Garne und Multifilamente im Einsatz. Der eingesetzte Nähfadentyp und sein Material richten sich sehr nach den gewünschten Optiken und technischen Anforderungen.

#### Voile-Zwirne
Das Spezielle am Voile ist, dass das Gespinst und der Zwirn in die gleiche Richtung gedreht werden. Das Resultat ist sehr hart und das daraus erstellte Gewebe ist kernig. Voile wurden früher oft für Vorhänge gebraucht.

#### Crêpe-Zwirne
Crêpezwirne sind sehr hoch gedrehte Zwirne (ursprünglich Seidenzwirne).

#### Umwindezwirne
Umwindezwirne sind mit Hilfe von Hohlspindeln mehrfach umwundene Zwirne, wobei die Umwindungen in verschiedenen Stufen meist entgegengesetzt gerichtet erfolgen.

#### Kablierzwirne
Zwirne für technische Anwendungen wie Reifencord, die mit dem Kabelierverfahren hergestellt werden.

#### Effektzwirne (Fantasiezwirne)

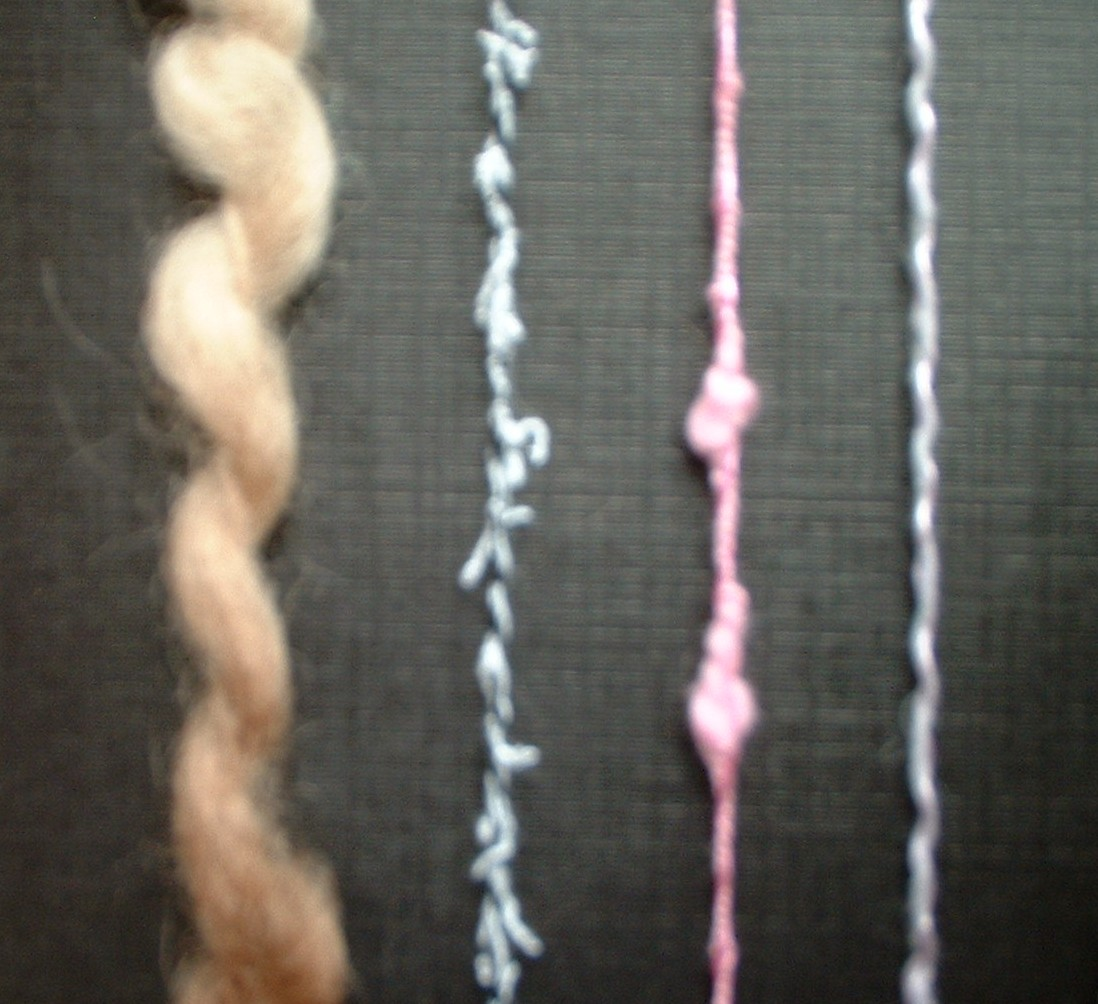
Verschiedene Effektgarne

Effektzwirne werden auf speziellen Maschinen hergestellt und können verschiedene Farben-, Material- oder Struktureffekte haben (z. B. Raupen- oder Schlingeneffekt).

### Spezialkonstruktionen

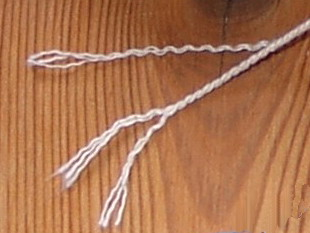
3×3-Zwirn

Als Spezialkonstruktionen bezeichnet man Mehrfach- und Mehrstufenzwirne. Die Herstellung ist sehr teuer, weshalb diese Zwirne selten zur Anwendung kommen. Ein Beispiel für einen Mehrfachzwirn ist das Eisengarn.

#### Strohhutzwirn
Strohhutzwirn ist ein dreifacher, sehr feiner und geglätteter Faden, der sich gut zum Maschinennähen eignet. Zu diesem Zweck dürfte er inzwischen weitgehend durch Synthetik- und Polyestergarne abgelöst worden sein.

### Bindfaden/Verpackungskordel

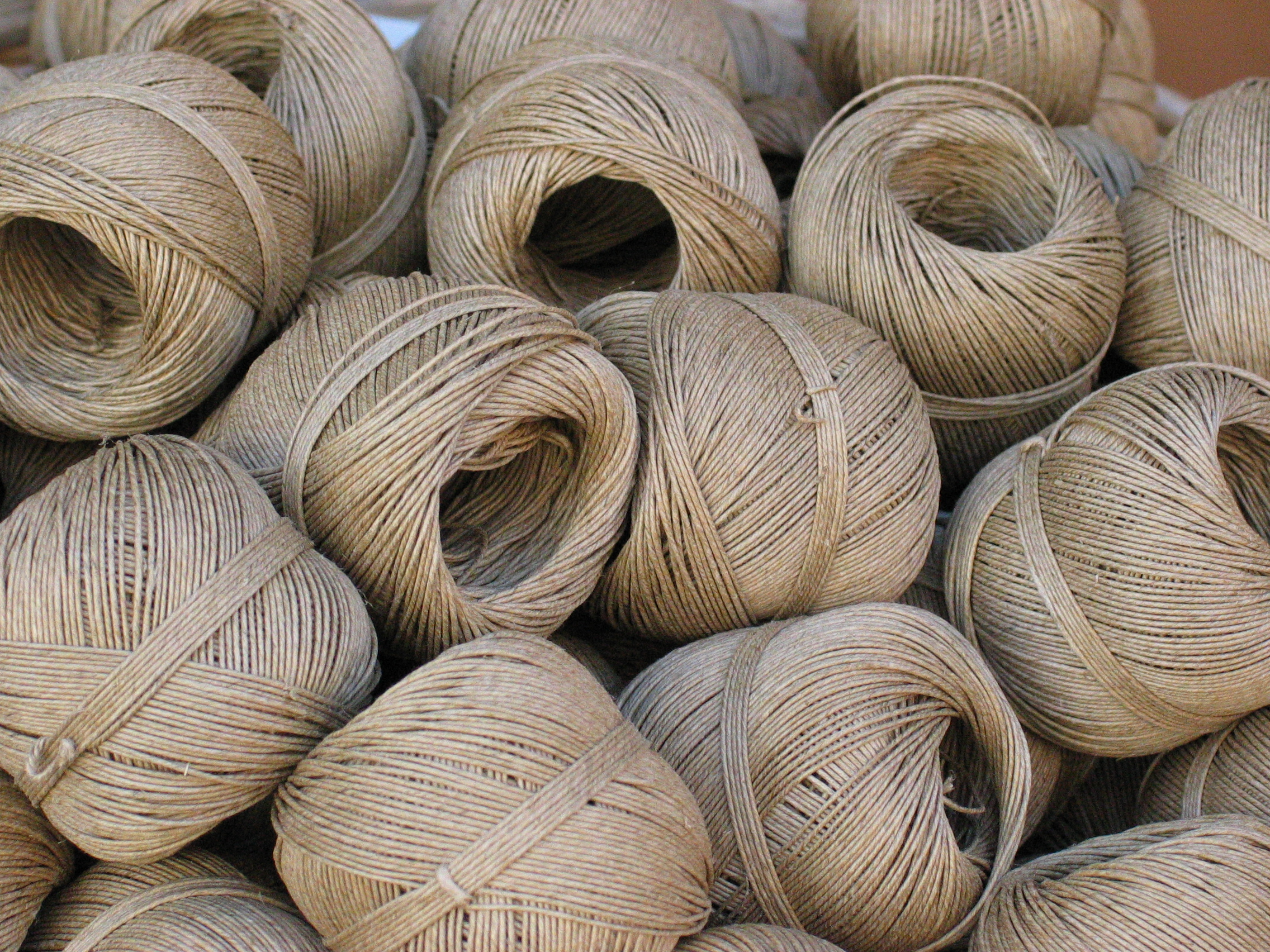
Bindfaden

Bindfäden oder Verpackungskordeln – auch (Paket-)Schnur genannt – sind Einfach- oder Mehrfachzwirne meist aus Flachs oder Hanf, manchmal auch aus Baumwolle oder Chemiefasern. Im süddeutschen Sprachraum ist auch die Bezeichnung „Spagat“  geläufig, in der österreichischen Standardvarietät der deutschen Sprache ist Spagat die standardsprachliche Bezeichnung für den bundesdeutschen Bindfaden bzw. das Küchengarn. Historische Bezeichnungen in Österreich und Böhmen lauteten auch Spaget, Spacht, Spachter, Spoget usw., welche vom italienischen Spago, Spaghetto (dünner Faden) oder vom Böhmischen spogiti (zusammenheften) abstammen. Siehe auch Wurstgarn und Pressengarn.

## Umgangssprachlich
Mit „Zwirn“ wird auch ein (mehr oder weniger) eleganter Anzug bezeichnet (nach dem Schema: pars pro toto); etwas veraltet ist die Redewendung „ein feiner Zwirn“ auch auf hochwertigen Anzugstoff bezogen.
Weit verbreitet, besonders in Süddeutschland, ist der Fluch „Himmel, Arsch und Zwirn“.

## Geschichte
Gezwirnte Fäden sind bereits aus dem Magdalénien belegt (Lascaux), aber vermutlich schon viel länger in Gebrauch.